# Eugene Isaacson
Eugene Isaacson (1919 – 2008) foi um matemático estadunidense, pioneiro da moderna análise numérica.
Graduado em matemática e física pelo City College of New York, entrou no progrma de pó-graduação em matemática da Universidade de Nova Iorque, obtendo um PhD em 1949 sob a orientação de Kurt Otto Friedrichs, com a tese Water Waves over a Sloping Bottom. Passou toda sua carreira acadêmica no Instituto Courant de Ciências Matemáticas, onde aposentou-se.
Apesar de seu interesse inicial sobre topologia, Isaacson trabalhou a maior parte de sua carreira com matemática aplicada e computacional, sendo conhecido por seu trabalho sobre a solução numérica de equações diferenciais. Seu livro com Herbert Keller, Analysis of Numerical Methods, foi um clássico de sua época.
Foi editor dos periódicos Mathematics of Computation e SIAM Journal on Numerical Analysis.